# Viking (film)
Viking (Викинг) è un film storico russo del 2016 diretto da Andrej Kravčuk, basato sulla Cronaca degli anni passati e sull'islandese Saghe dei re. Screen International lo ha definito il Game of Thrones russo. I protagonisti del film sono Danila Kozlovskij e Svetlana Chodčenkova.

## Trama
Rus' di Kiev, fine X secolo. Dopo la morte di suo padre, Svjatoslav I, re della Rus' di Kiev, il giovane principe variago Vladimir (Danila Kozlovskij) è costretto all'esilio nel freddo mare svedese per scappare dal suo sanguinario fratello maggiore Jaropolk (Aleksandr Ustjugov), che ha ucciso il loro altro fratello Oleg (Kirill Pletnev) e conquistato il territorio vichingo della Rus' di Kiev.  Il vecchio capo guerriero Sveneld (Maksim Suchanov) convince Vladimir ad arruolare un'armata di Variaghi, per riconquistare Kiev da Jaropolk e affrontare le forze dell'Impero bizantino che minacciano il territorio.

## Produzione
Il film è stato prodotto da Anatolij Maksimov, conosciuto anche per il film dark fantasy russo Day Watch. Alcune scene sono state girate nel 2013, ma la maggior parte del film è stato girato da inizio marzo fino all'ultima settimana di luglio 2015. Il bilancio è stato pari al film russo Stalingrad, 1250 milioni di rubli (13 milioni di euro). Il film è stato girato in varie località tra cui la città di Bachčisaraj, il distretto di Belogorsk e la fortezza genovese a Sudak in Crimea. Alcune scene sono state girate in Italia dentro la basilica di San Vitale e nel mausoleo di Galla Placidia a Ravenna.
Il cast è in gran parte russo; tuttavia il film presenta attori di altre nazionalità come lo svedese Joakim Nätterqvist e il canadese John DeSantis.

## Distribuzione
Il film è stato distribuito nelle sale cinematografiche russe il 29 dicembre 2016. Il 19 novembre 2015, Pervyj kanal (Первый канал) il primo canale televisivo russo rilascia il trailer ufficiale al pubblico, disponibile anche su YouTube.